# Eydoche
Eydoche é uma comuna francesa na região administrativa de Auvérnia-Ródano-Alpes, no departamento de Isère. Estende-se por uma área de 5,58 km². Em 2010 a comuna tinha 549 habitantes (densidade: 98,4 hab./km²).